# Nintendo
Nintendo Co., Ltd. (任天堂株式会社 Nintendō Kabushiki gaisha?) är ett japanskt multinationellt hemelektronikföretag som främst tillverkar spelkonsoler och producerar TV-spel. Nintendo är mest känt för spelserierna Super Mario, The Legend of Zelda, Donkey Kong, Kirby, Star Fox, Pokémon och Mario Kart. Företaget grundades den 23 september 1889 av Fusajiro Yamauchi, som började tillverka spelkort, men är sedan slutet av 1970-talet mestadels inriktat på tv-spel. I Norden distribueras Nintendos produkter av Bergsala AB.

## Historia

### Kortföretag (1889–1956)
Företaget Nintendo grundades av Fusajiro Yamauchi den 23 september 1889 med namnet Nintendo Koppai. Han var då 29 år gammal. Företagets första produkt var handtillverkade spelkort kallade Hanafuda. Korten blev mycket populära och företaget fick anställa fler medarbetare för att kunna möta efterfrågan. Nintendo tillverkar spelkort än idag, och har organiserat en egen bridge-turnering som kallas Nintendo Cup. Namnet Nintendo består på japanska av tre skrifttecken: nin 任 för plikt och ansvar, ten 天 för himmel och do 堂 för tempel. Nintendos egen översättning är "Lägg lyckan i himlens händer".
Fusajiro Yamauchi pensionerade sig år 1929, vid 70 års ålder och lämnade över företaget till Sekiryo Yamauchi år 1929 som då blev företagets president. Fusajiro Yamauchi dog i januari 1940. År 1933 började Nintendo samarbeta med ett annat företag och då ändrade Sekiryo Yamauchi företagets namn till Yamauchi Nintendo and Company. Sekiryo Yamauchi dog år 1949. Han hade då varit Nintendos president i 20 år. Hans barnbarn, Hiroshi Yamauchi tog över som president 1949. Han bytte namn på företaget igen till Nintendo Playing Card Company, Limited. År 1951 ändrade han Nintendos fördelningsföretag från Marufuku Company, Limited till Nintendo Karuta Company, Limited. Två år senare, år 1953 blev Nintendo det första japanska företaget att tillverka spelkort gjorda av plast. Det blev en stor succé och det gjorde att Nintendo dominerade kortmarknaden i Japan.
Företaget hade inte alltid gått bra ekonomiskt men har alltid försökt att hitta sysselsättningar för sina anställda så att de inte ska behöva bli utan inkomst. Ett sådant tillfälle uppstod under 1950-talet vilket ledde till att ett antal anställda under en övergångsperiod förtjänade sitt uppehåll genom att köra taxi.

### Nya satsningar (1956–1972)
År 1956 reste Hiroshi Yamauchi till USA för att ta kontakt med United States Playing Card Company, det största kortföretaget i USA. Yamauchi blev häpen när han fick reda på att världens största företag inom hans affärsområde hade minskat så kraftigt att det flyttat till ett litet kontor. Det här var en vändpunkt för Yamauchi som insåg begränsningen inom spelkortstillverkandet. Nintendo slöt 1959 ett avtal med Disney att få använda Disney-figurer på deras spelkort. Tidigare hade vilda västern-spelkort setts som något liknande till hanafuda och mahjong, en anordning för spelande. Genom att koppla samman spelkorten med Disney och att sälja böcker som förklarade de olika spelen, kunde Nintendo sälja produkten till japanska hushåll. Produkten blev en succé och Nintendo sålde över 600 000 kortförpackningar på ett år. Succén gjorde att Hiroshi Yamauchi noterade Nintendo på Osakabörsens andra division år 1962.
Hiroshi Yamauchi ändrade företagets namn igen 1963 från Nintendo Playing Card Company Limited till Nintendo Company Limited efter succén. Nu började Nintendo sälja många olika produkter. Under åren 1963–1968 drev Nintendo ett taxiföretag, en kärlekshotellkedja, ett livsmedelsföretag som försökte sälja snabbris (som var likt nudlar) och flera andra produkter, bland annat en dammsugare som hette Chiritory som senare blev ett två spelarspel i WarioWare, Inc.: Mega Microgame$! som släpptes till Game Boy Advance år 2003. Alla satsningar misslyckades så småningom förutom leksakstillverkningen som Nintendo hade lite erfarenhet i sedan tidigare eftersom de tillverkat spelkort. År 1964, när Japan upplevde en högkonjunktur tack vare de Olympiska sommarspelen 1964 i Tokyo, nådde spelkortstillverkningen sin mättnad. Japanerna slutade att köpa spelkort och priset på Nintendos aktie sjönk från 900 yen till 60 yen. Ett skuldsatt Nintendo kämpade för att överleva på den japanska leksaksmarknaden som fortfarande var liten för tillfället och dominerades av väletablerade företag som Bandai och Tomy. På grund av den relativt korta produkt livscykeln av leksaker, behövde Nintendo alltid komma med nya produkter. Det här var starten på en ny större era för Nintendo.
Nintendo anställde 24-åriga Gunpei Yokoi år 1965 som underhållsingenjör för monteringslinjen. Yokoi skulle snart bli känd för mer än att bara laga transportband. År 1966 observerade Hiroshi Yamauchi en hanafudafabrik. Han noterade en mekanisk utsträckbar arm, som Nintendos underhållstekniker Gunpei Yokoi hade tillverkat för nöjes skull. Yamauchi beordrade Yokoi att utveckla den som en riktig produkt inför julen 1966. Den släpptes vid namnet The Ultra Hand och den blev en av Nintendos första leksaksprodukter. The Ultra Hand sålde över en miljon exemplar. Efter att ha sett Yokois potential tog Hiroshi Yamauchi bort Yokoi från arbete med löpande band. Yokoi blev snart flyttad från underhållsarbetet till produktutvecklingen.
På grund av Yokois elektrotekniska bakgrund blev det snart uppenbart att han var skicklig på att tillverka elektroniska leksaker. Dessa enheter hade ett mycket högre nyhetsvärde än vanliga traditionella leksaker vilket gjorde att Nintendo kunde ha högre prismarginal för varje produkt. Yokoi tillverkade många leksaker, bland annat tio miljarder fat pusslet, en baseboll kastmaskin som hette The Ultra Machine och en "Love Tester". En annan av Gunpei Yokois uppfinningar, i samverkan med Masayuki Uemura från Sharp var en föregångare till NES Zappern kallad Nintendo Beam Gun Game från 1970. Ljuspistolen Nintendo Beam Gun var den första kommersiellt tillgängliga ljuspistolen för hemmabruk, tillverkad i samarbete med Sharp. Den fungerade genom att ge ifrån sig ett ljus vid avfyrning som reagerade på en solcell på ett objekt. År 1972 släppte Nintendo Ele-Conga, en av de första programmerade trummaskinerna. Den kunde spela förprogrammerade rytmer från skivformade hålkort, som kunde bli ändrade eller programmerade av användaren till att spela olika mönster.

### Succé med TV–spel (1972–2004)
Under 1970-talet satsade Nintendo mer och mer på den växande arkadmarknaden. Bland annat utvecklades arkadspelet Space Fever sedan Space Invaders blivit en arkadsuccé 1978. Andra arkadspel från Nintendo var Sheriff, Monkey Magic och Bomb Bee-N. Nintendo började även satsa på TV-spel och lanserade 1977–1979 fyra spel i serien Color TV Game, bland annat racingspelet Racing 112 och Block Kuzushi. Serien utvecklades tillsammans med Mitsubishi (Mitsubishi Electric). Color TV-Game 6 och Color TV-Game 15 var först ut i serien och de första maskinerna Nintendo tillverkade för att använda i hem. 1980 följde en första succé internationellt när Game & Watch lanserades. Det handhållna spelet Ball var det första i serien Game & Watch. Game & Watch blev en stor succé och cirka 60 olika spel kom att släppas. Bland annat fick en ung Shigeru Miyamoto sin första chans att göra ett spel och resultatet blev Donkey Kong som blev en stor framgång. Kanske var det detta som övertygade Nintendo om att deras framtid fanns i hemprodukter snarare än arkadspel.

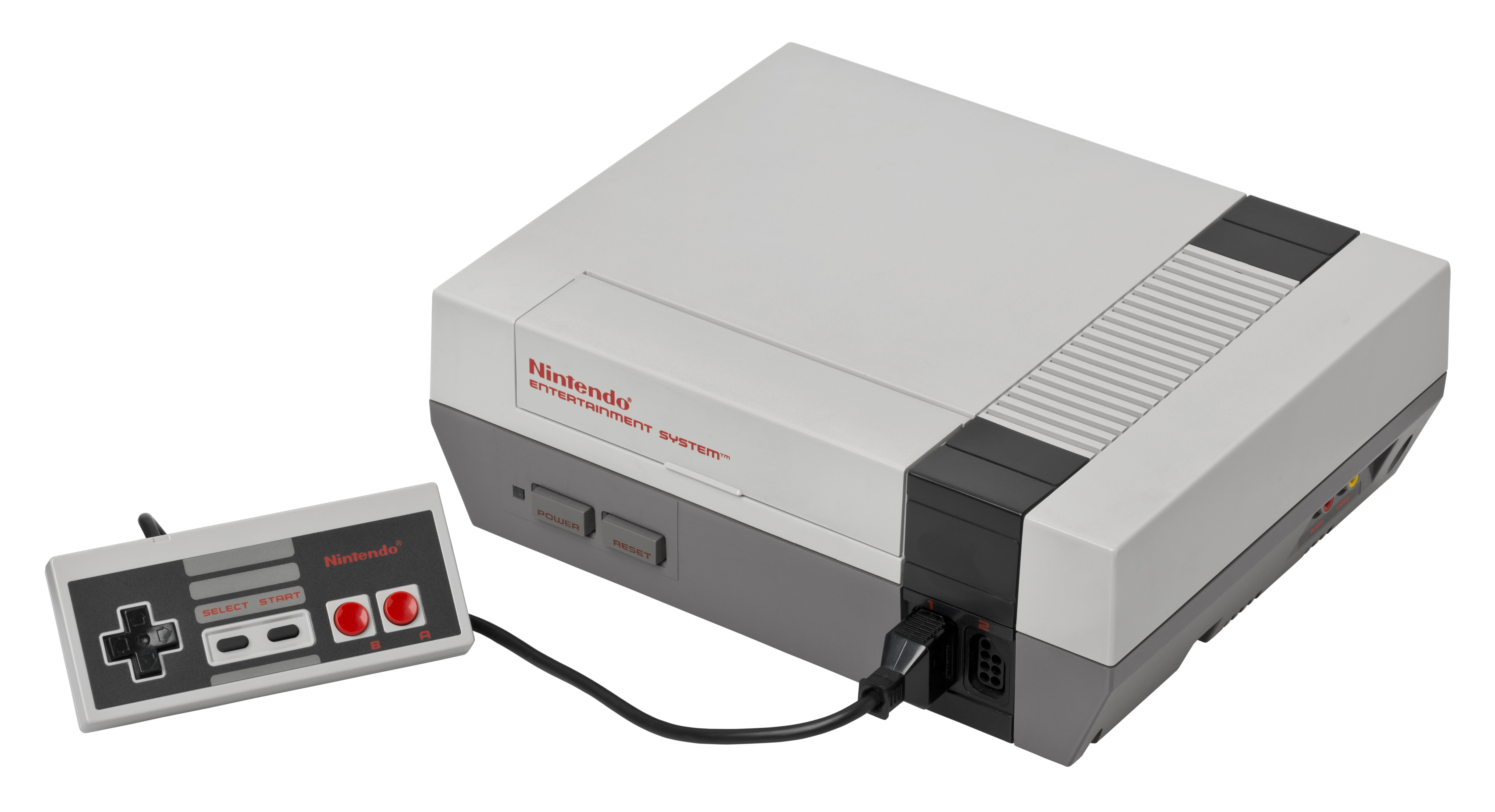
Nintendo Entertainment System (NES) blev en storsuccé och gjorde Nintendo till en dominant inom TV-spel.

Det stora genombrottet inom konsoler följde 1983 när Nintendo Entertainment System (NES) lanserades under namnet Famicom i Japan. Mot alla odds blev det en succé - i slutet av 1984 hade Nintendo sålt över 2,5 miljoner Famicom-maskiner på den japanska marknaden. Företaget släppte nu konsolen även i USA och Kanada 1985-1986 och i Europa och Australasien 1986-1987. Totalt har konsolen sålts i 64 miljoner exemplar. Nintendo lanserade även en ny affärsmodell där TV-spel utvecklades under licens av tredje part. Nintendo dominerade videospelsmarknaden under andra halvan av 1980-talet. Spelet Super Mario Bros. 3 sålde i över 7 miljoner exemplar i Amerika och fyra miljoner exemplar i Japan. 1990 hade NES nått större användarbredd i USA än någon tidigare konsol, och slog enkelt det tidigare rekordet med Atari 2600 1982. Uppföljaren Super Nintendo lanserades 1990.
1991 introducerades företagets aktier på den japanska börsen. Aktierna går under tickerbenämningen NTDOY. Nintendo bedömde att värdet av de egna aktierna motsvarade ca 30 dollar och lät de egna anställda få förtur till dem. Tanken var att de förmodades stiga i värde och att de därmed skulle ge de anställda som nappat på erbjudandet en viss vinst. Dessvärre steg inte värdet på aktien utan sjönk i stället och har under låga tider stabiliserats på en nivå som är betydligt lägre än köpesumman. Värdet på företagets aktier är idag i nivå eller till och med över den ursprungliga nivån mycket tack vare försäljningsframgångarna med de bägge konsolerna Nintendo DS och Wii.

### En ny riktning med TV–spel (sedan 2004)
Som en följd av kraftigt ökad försäljning av konsoler och spel tillverkade av Nintendo har värdet av företagets aktier gått om värdet hos konkurrenten Sony (som har skapat Playstation), men man har inte gått om den andra konkurrenten Microsoft (som tillverkar Xbox).[källa behövs]
På lördagen den 11 juli 2015 avled Nintendos VD Satoru Iwata av cancer i gallgången, endast 55 år gammal. Iwata hade varit dålig en längre tid och det blev mest uppmärksammat när han inte fanns på plats på E3-mässan 2014. Iwata hade arbetat på Nintendo sedan 80-talet och blev VD år 2002.

## Produkter

### Nintendo Entertainment System (NES)
Den 15 juli 1983 lanserades Family Computer (även kallad Famicom), en lansering som tycktes helt dödfödd. Året innan hade spelindustrin formligen kollapsat, framtiden såg ut att tillhöra hemdatorerna och dessutom var Nintendo tvungna att kalla tillbaka de 500 000 första enheterna eftersom hårdvaran var hopplöst buggig. Mot alla odds blev det istället en succé och företaget släppte den även i USA och Kanada 1985-1986 och i Europa och Australasien 1986-1987, men utanför Japan har den alltid hetat Nintendo Entertainment System (NES), eller Nintendo 8-bit som den kallas i folkmun. Eftersom det inte fanns någon riktig konkurrens fick den ett enormt försprång mot senare konsoler som till exempel Segas Mark III (kallad Master System i en uppdaterad version). Totalt har konsolen sålts i 64 miljoner exemplar.
Av de tre konsoler som sålt mer än NES är två tillverkade av Sony.

### Super Nintendo Entertainment System (SNES)
1987 släppte NEC konsolen PC Engine och 1988 släppte Sega sin Mega Drive i Japan. Till en början fick ingen av dem någon större uppmärksamhet men den modernare tekniken talade för sig själv vilket gjorde att Nintendo började tappa marknadsandelar. Uppföljaren till Famicom nådde de japanska affärerna 1990 och namnet var Super Famicom. Succén lät inte vänta på sig. Svårare blev det i USA och i Europa där Segas Mega Drive (kallad Sega Genesis i USA) rönt större framgångar än i Japan. Konsolen fick inte oväntat heta Super Nintendo Entertainment System (eller SNES) i väst. Prestandan på hårdvaran var aningen bättre än Mega Drivens men såpass marginellt att skillnaden berodde mer på vilka spel man jämförde. Allt var upplagt för det första stora konsolkriget. I slutändan sålde SNES:en bättre och hade fler spel men det handlade inte längre om total dominans.
CD-ROM:ens genombrott var inte begränsad till hemdatormarknaden, många aktörer på TV-spelsmarknaden försökte hänga på genom att utveckla CD-ROM-expansioner till sina konsoler. Så tidigt som 1989 släppte NEC en sådan expansion till PC Engine och 1991 kom Sega:s Mega CD. Nintendo ville givetvis inte vara sämre och redan innan deras SNES fanns på marknaden påbörjades ett samarbete med Sony för att kunna förse den med CD-ROM. Samarbetet avbröts 1991 eftersom SONY började agera mer och mer självständigt och istället vände sig Nintendo till Philips för att skapa en CD-ROM-expansion som skulle vara kompatibel med deras CD-I. Eftersom Sony redan hade försett SNES:en med ett ljudchip var Nintendo dock beroende av Sony och ett tredje samarbete påbörjades, nu med både Sony och Philips. Men Nintendo fick kalla fötter och drog sig ur efter att Sega floppade med en CD-ROM-expansion till en av sina konsoler. Någon färdig produkt blev det alltså aldrig. Resultatet blev istället att Sony fortsatte på egen hand att utveckla en egen konsol med samma namn de använt under hela samarbetet med Nintendo, Playstation. Denna egna konsol släpptes 1994 och kom att ytterligare försvaga Nintendos position på marknaden.

### Game Boy
1989 gav Nintendo ut sin första bärbara konsol kallad Game Boy. Sammanlagt har konsolerna som ingår i Game Boy-serien sålt 120 miljoner exemplar och är därmed världens mest sålda konsol. Konsolen såldes till en början tillsammans med ett exemplar av spelet Tetris. Denna handhållna konsol var den naturliga syntesen mellan NES och Game & Watch. Den monokroma grafiken var ett stort steg tillbaka jämfört med NES men det kompenserades med ett mycket kompakt format och en batteritid som dagens bärbara konsoler inte kommer i närheten av. Antagligen är det dessa två styrkor som gjorde att tekniskt överlägsna konsoler (som Ataris Lynx från samma år och Segas Sega Game Gear från året därpå) inte kom i närheten av Game Boy:ens framgångar.

### Virtual Boy
Som en fortsättning på Game Boy utvecklade Nintendo en virtual reality-inspirerad konsol, Virtual Boy. Den består av en batteridriven enhet som ställs på ett bord. Användaren tittar in i den och får då olika bilder för vardera ögat, vilket ger möjligheten att skapa 3D-djup.
Virtual Boy började säljas i Japan och Nordamerika i mitten av 1995, men tillverkades bara i ett år och lanserades inte i Europa. Kritiken var i stort negativ. Marknadsföringen var undermålig, maskinen var klumpig och obekväm att använda, 3D-effekten gav användarna huvudvärk och gjorde dem illamående, och maskinen saknade funktionen att följa huvudets rörelser vilket gjorde att spelen kändes lika platta som tidigare konsolers spel.
Virtual Boy räknas som Nintendos största misslyckande.

### Game Boy Pocket
Game Boy Pocket (1996) är uppföljaren till Game Boy och är betydligt mindre än sin föregångare, display med bättre kontrast samt behövde bara 2 st. AAA-batterier medan gamla Game Boy behövde 4 st. AA-batterier. Alla Game Boy-spelen fungerade på båda enheterna.

### Nintendo 64
Nintendo valde istället för cd-tekniken att skapa en 64-bitarskonsol utan cd-ROM. Ett samarbete med Silicon Graphics påbörjades 1993, och utvecklandet av maskinen, då under projektnamnet Project Reality, inleddes. Senare bytte konsolen namn till Ultra 64, sen till Nintendo Ultra 64, men efter antal förseningar och ett namnbyte senare släpptes den under namnet Nintendo 64 1996. Vid det här laget hade Playstation redan blivit en enorm framgång som lockade helt nya grupper av spelare och trots att den bara hade en 32-bitsprocessor kunde den i många fall erbjuda bättre grafik på grund av den överlägsna lagringskapacitet cd-ROM-mediet erbjöd vilket särskilt märktes på texturer. Tredjepartsutvecklarna svek Nintendo men företaget producerade många egna spel varav flera byggde på spelserier som etablerats redan under NES-tiden. Största framgångarna av dessa blev Super Mario 64 och The Legend of Zelda: Ocarina of time. Det gjordes också ett tillägg till Nintendo 64 vid namn Nintendo 64 Disk Drive (endast släppt i Japan).

### Game Boy Color
Game Boy Color är den första bärbara konsolen i Game Boy serien med färgskärm. Konsolen lanserades i Sverige 1998. Konsolen är bakåtkompatibel med spel utgivna till tidigare konsoler som ingår i Game Boy-serien.

### Game Boy Advance
I mars 2001 släppte Nintendo ytterligare en bärbar konsol som döptes till Game Boy Advance, även denna bakåtkompatibel. Denna konsol hade skarpare grafik, ungefär motsvarande den på Super NES. 2003 släpptes en ny variant av Game Boy Advance, kallad Game Boy Advance SP. Förutom att SP-varianten var mindre hade den även bakgrundsbelysning, vilket gjorde det möjligt att spela även i dunklare ljus eller totalt mörker. Nintendo släppte 13 september 2005 ytterligare en Game Boy Advance-variant kallad Game Boy Micro. Game Boy Micro har en ännu mindre design än tidigare modeller, men den kan enbart spela Game Boy Advance-spel.

### iQue
iQue är ett TV-spel av enklare modell och presterar ungefär som en Nintendo 64, men arbetar med en högre klockfrekvens. Spelen lagras på ett minneskort som stoppas in i den kombinerade handkontrollen/konsolen. Enheten är i första hand avsedd för den kinesiska marknaden.

### Gamecube

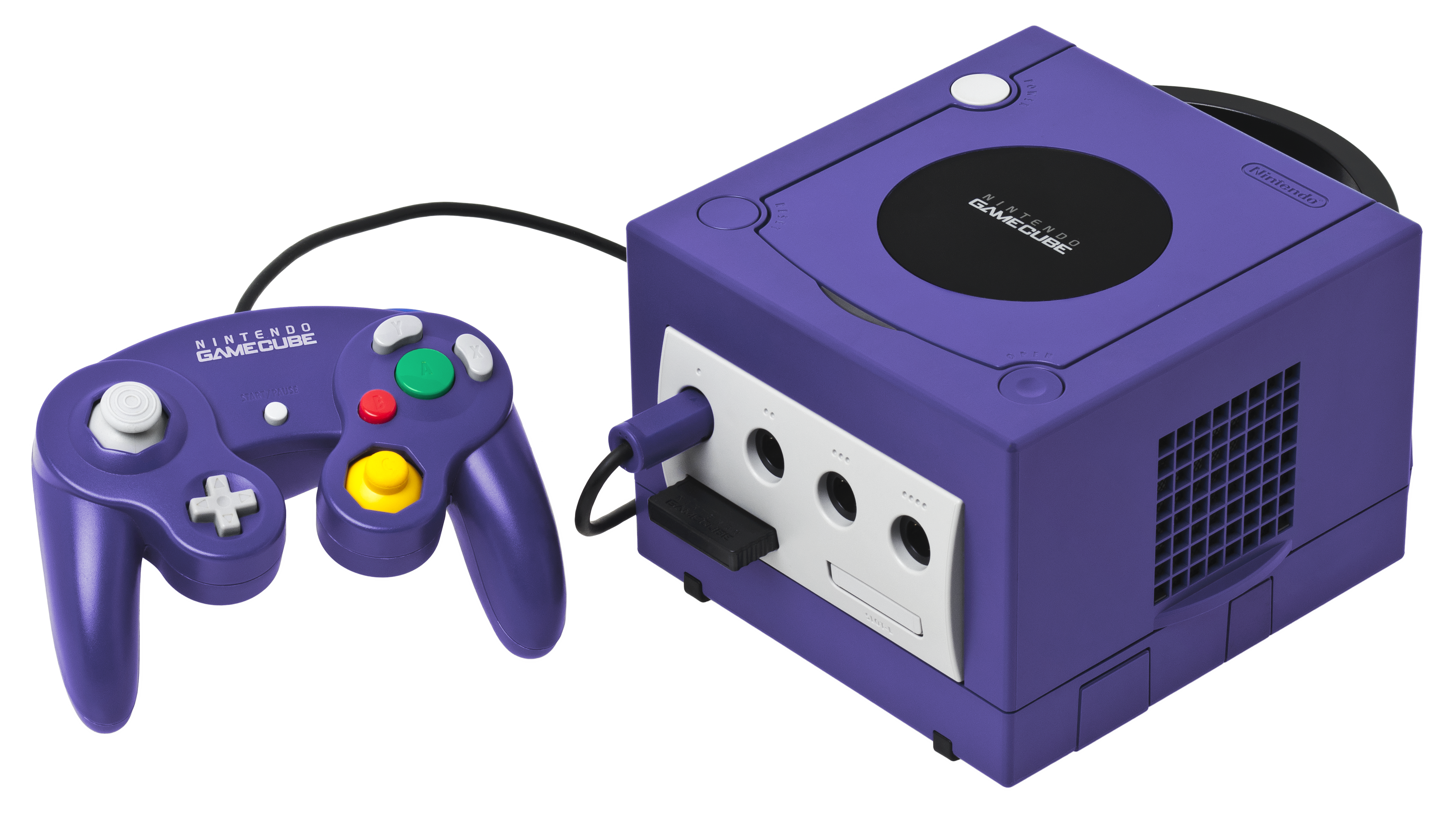
Nintendo Gamecube

Den 14 september 2001 släpptes konsolen Gamecube i Japan, denna gång utan stöd av något Mario-spel. Istället byggde mycket av konsolförsäljningen ironiskt nog på Sega-spelet Super Monkey Ball. Efter en tid kom dock Super Mario Sunshine ut på marknaden, och försäljningen ökade något. Under denna tid släpptes också den bärbara konsolen Game Boy Advance, som gjort succé över hela världen, speciellt efter att uppgraderingen Game Boy Advance SP släppts. Gamecube blev aldrig riktigt den succé som Nintendo hade hoppats. Eftersom den ansågs ha sämre prestanda än de konkurrerande konsolerna Xbox och Playstation 2 (vilket var felaktigt i relation till PS2), I Europa blev konsolen dock förhållandevis populär, bland annat såldes den tillsammans med spelet Mario Kart: Double Dash.

### Nintendo DS
På E3-mässan 2004 visades Nintendo DS upp. Nintendo sade att den skulle släppas under året. Designen förändrades dock innan den släpptes den 21 november i USA, det var första gången Nintendo lanserade en ny maskin på en annan marknad än den japanska. 2 december släpptes den även i Japan. Maskinen har två separata LCD-skärmar, varav den ena är en pekskärm. På maskinen kan man även använda spel från Game Boy Advance. 2005 släpptes Nintendo DS i övriga världen. 11 mars 2005 kom den till Sverige. Nintendo DS har släppts i en ny version kallad Nintendo DS Lite. Försäljningen av Nintendo DS har blivit en stor succé och har, tvärtemot vad experterna trott, slagit konkurrenten Sonys handhållna spelkonsol PSP. Trots sämre prestanda säljs det nästan dubbelt så många Nintendo DS-konsoler som PSP-konsoler i Japan. Liknande siffror finns att tillgå i resten av världen om än inte i samma utklassningsstil.

#### Nintendo DSi
Nintendo DSi är den tredje modellen av Nintendos spelkonsol Nintendo DS. Den släpptes i Japan den 1 november 2008 och hade europapremiär den 3 april 2009.
Nintendo DSi har två kameror med 0,3 megapixels upplösning. Enheten har två skärmar som vardera är på 3,25 tum, vilket 8,33% större per skärm än Nintendo DS Lite. Skärmarna har samma upplösning som den tidigare Nintendo DS, det vill säga 256x192 pixlar. Enheten kan inte spela Game Boy Advance-spel då den saknar en Game Boy Advance-port. Game Boy Advance-porten har istället ersatts med en kortläsare och spelkonsolen kan därmed laddas med spel från till exempel Wii Shop Channel. Alla Nintendo DS spel går dock att spela på Nintendo DSi. Enheten är 12% tunnare än föregångaren.
Processorns klockfrekvens har höjts till 133 MHz, primärminnet är utökat till 16MB därtill finns ett inbyggt flashminne på 256MB för lagring av nedladdade spel.
Enheten är försedd med en webbläsaren Opera som är utvecklad av det norska företaget Opera Software ASA. Webbläsaren Opera finns även till Wii och Nintendo DS.
I Japan såldes Nintendo DSi i cirka 500 000 exemplar på en månad.

#### Nintendo DSi LL/XL
Nintendo DSi LL/XL är uppföljaren till Nintendo DSi och släpps den 21 november 2009 i Japan. Den kom att släppas i Europa och Nordamerika den 5 mars. Nintendo DSi LL/XL har en 4,2 tum stor skärm samt en medföljande pekpenna som är något större.

#### Nintendo 3DS
Nintendo 3DS är nästa konsolserie bärbara spel och den släpptes våren 2011. Den kan visa 3d utan glasögon och även ha gyroskop och rörelsesensor. den har ha stöd för DS-spel och dsiware. Den kan även ta foton i 3d och det går rykten om att den går även spelar in film i 3d. Den ska kunna vara uppkopplad hela tiden (även när den är avstängd) vilket möjliggör nya sätt att spela på. Den har nästan lika bra grafik som Wii och lika snabb processor.

### Wii
Nintendos femte stationära konsol, Wii, släpptes i Europa den 8 december 2006. Med dess originella kontroller, Wii Remotes, som uppfattar rörelse och position fokuserar Wii på spelupplevelse och spelglädje istället för prestanda. Konsolen lanserades tillsammans med spelet Wii Sports och det blev den snabbast säljande konsolen vid lansering någonsin.[källa behövs]
Wii är bakåtkompatibel med spel och tillbehör för Gamecube och innehåller en emulator kallad Virtual Console som är kompatibel med nerladdade spel från Nintendos tidigare konsoler samt Sega Mega Drive, Turbografx-16, TurboGrafx-CD, Neo-Geo och MSX.
I februari 2008 lanserades tillbehöret Wii Balance Board tillsammans med spelet Wii Fit. Det är en platta, på vilken spelaren kan stå, som känner av hur vikten fördelas. Det finns även många fler tillbehör till Wii, som till exempel Wii Motion Plus.

### Wii U
Wii U (tidigare känt under projektnamnet Project Café) är en spelkonsol som produceras av Nintendo. Den släpptes den 30 november 2012 i Europa, och ersatte företagets tidigare konsol Wii. En spelbar modell av Wii U presenterades under E3 2011 i Los Angeles. Wii U kan inte spela DVD- eller Blu-ray-skivor. Videoinnehåll kan dock spelas upp genom den inbyggda Netflix-klienten. En klient för YouTube finns också inkluderad. Dessutom kan videoinnehåll som är inbäddat i HTML5 visas genom den inbyggda webbläsaren. Webbläsaren bygger på NetFront och är baserad på WebKit.

### Nintendo Switch
Switch (tidigare känt under projektnamnet NX) är en spelkonsol som produceras av Nintendo. Den förhandsvisades första gången den 20 oktober 2016 via ett videoklipp på YouTube där produktnamnet Switch offentliggjordes. Lanseringen ägde rum 3 mars 2017. Spelkonsolen är både bärbar och stationär där användaren kan välja läge beroende på situation.

### Nintendo Switch 2
Huvudartikel: Nintendo Switch 2
Nintendo Switch 2 är Nintendos åttonde stationära spelkonsol (räknat i Europa) som släpptes den 5 juni 2025. Switch 2 bygger enligt den första officiella visningen, som publicerades på Youtube den 16 januari 2025, vidare på samma koncept som föregångaren Switch. Det ska vara en stationär och bärbar konsolhybrid som har en LCD-skärm och två avtagbara kontroller på sidorna. För att projicera bilden på en TV-apparat placeras konsolen i en dockningsstation. Nintendo Switch 2 är bakåtkompatibel med nästan alla spel som släppts som fysiska utgåvor samt digitala nedladdningar till föregångaren Switch. Konkurrerande konsoler vid tillkännagivandet av Switch 2 var Playstation 5 och Xbox Series X.

## Övrig hårdvara

### Triforce
Triforce är en arkadmaskin som till viss del bygger på samma hårdvara som används i Gamecube. Systemet har utvecklats av Nintendo tillsammans med Namco och Sega.
Triforce används dessutom i The Legend of Zelda serien som namn på en "magisk symbol".

## Kritik och rättstvister
Nintendo har ofta kritiserats för den kontroll de utövar på marknaden. Många ser dock företagets politik som en garant för genomgående hög kvalitet.
Under 1980-talet fick de amerikanska tredjepartsutvecklarna ställa upp på extremt hårda villkor vilket möjliggjordes av Nintendos totala marknadsdominans. Bland annat fick de lova att de producerade spelen skulle vara Nintendoexklusiva i två år. Detta ledde till ett flertal rättstvister och till slut, i början av 1990-talet blandade sig USA:s kongress och FTC in i konflikten. 1991 nåddes en uppgörelse som ålade Nintendo att ge ett tillgodokvitto på $5 vid köp av ett nytt spel till alla amerikanska konsumenter som köpt ett nintendospel mellan juni 1988 och december 1990. Nintendos marknadsdominans fick således en hjälp på traven av amerikanska staten.
2002 fälldes Nintendo i EG-domstolen för att de upprättat en kartell med sina europeiska distributörer, vilken motverkat export av Nintendo-produkter mellan europeiska länder med olika prisnivåer och på så sätt motverkat naturlig priskonkurrens. Det var perioden 1991-1998 som granskades och den största prisskillnaden inträffade 1996 då produkter kunde vara så mycket som 65 % dyrare i Nederländerna och Spanien än i Storbritannien. Nintendo bötfälldes på motsvarande 1,5 miljarder kronor. Som kuriosa kan nämnas att undersökningen leddes av en italienare vid namn Mario.

## Spelkonsoler

### Stationära konsoler
| Konsolnamn                    | Konsolnamn                          | Konsolnamn                          | Utgivningsdatum   | Utgivningsdatum   | Utgivningsdatum  | Utgivningsdatum  | Utgivningsdatum               | Försäljning                                                |
| Gren                          | Familj                              | Variation/tillägg                   | Japan             | Nordamerika       | Europa           | Australien       | Sydkorea                      | Försäljning                                                |
| ----------------------------- | ----------------------------------- | ----------------------------------- | ----------------- | ----------------- | ---------------- | ---------------- | ----------------------------- | ---------------------------------------------------------- |
| Color TV Game                 | Color TV Game                       | Color TV-Game 6                     | 1977–80           | Ej utgivet        | Ej utgivet       | Ej utgivet       | 1977–80[källa behövs]         | 3 miljoner (sen 1980)                                      |
| Color TV Game                 | Color TV Game                       | Color TV-Game 15                    | 1977–80           | Ej utgivet        | Ej utgivet       | Ej utgivet       | 1977–80[källa behövs]         | 3 miljoner (sen 1980)                                      |
| Color TV Game                 | Color TV Game                       | Color TV-Game Racing 112            | 1977–80           | Ej utgivet        | Ej utgivet       | Ej utgivet       | 1977–80[källa behövs]         | 3 miljoner (sen 1980)                                      |
| Color TV Game                 | Color TV Game                       | Color TV-Game Block Breaker         | 1977–80           | Ej utgivet        | Ej utgivet       | Ej utgivet       | 1977–80[källa behövs]         | 3 miljoner (sen 1980)                                      |
| Color TV Game                 | Color TV Game                       | Computer TV-Game                    | 1977–80           | Ej utgivet        | Ej utgivet       | Ej utgivet       | 1977–80[källa behövs]         | 3 miljoner (sen 1980)                                      |
| Nintendo Entertainment System | Nintendo Entertainment System       | Nintendo Entertainment System       | 15 juli 1983      | 18 oktober 1985   | 1 september 1986 | 1 juli 1983      | 18 oktober 1985[källa behövs] | 61,91 miljoner (sen september 2013)                        |
| Nintendo Entertainment System | Nintendo Entertainment System       | Famicom Disk System                 | 21 februari 1986  | Ej utgivet        | Ej utgivet       | Ej utgivet       | Ej utgivet                    | 61,91 miljoner (sen september 2013)                        |
| Nintendo Entertainment System | Nintendo Entertainment System       | Famicom Titler                      | 1989              | Ej utgivet        | Ej utgivet       | Ej utgivet       | Ej utgivet                    | 61,91 miljoner (sen september 2013)                        |
| Nintendo Entertainment System | Nintendo Entertainment System       | Twin Famicom                        | 1 juli 1986       | Ej utgivet        | Ej utgivet       | Ej utgivet       | Ej utgivet                    | 61,91 miljoner (sen september 2013)                        |
| Nintendo Entertainment System | Nintendo Entertainment System       | NES-101 model                       |                   |                   |                  | Ej utgivet       | Ej utgivet                    | 61,91 miljoner (sen september 2013)                        |
| Nintendo Entertainment System | Nintendo Entertainment System       | Nintendo M82                        |                   | Ej utgivet        | Ej utgivet       | Ej utgivet       | Ej utgivet                    | 61,91 miljoner (sen september 2013)                        |
| Nintendo Entertainment System | Nintendo Entertainment System       | C1 NES TV                           | 1983              | 1989              | Ej utgivet       | Ej utgivet       | Ej utgivet                    | 61,91 miljoner (sen september 2013)                        |
| Nintendo Entertainment System | Super Nintendo Entertainment System | Super Nintendo Entertainment System | 21 november 1990  | 23 augusti 1991   | 11 april 1992    | 12 oktober 1991  | December 1990[källa behövs]   | 49,10 miljoner (sen september 2013)                        |
| Nintendo Entertainment System | Super Nintendo Entertainment System | Satellaview                         | 23 april 1995     | Ej utgivet        | Ej utgivet       | Ej utgivet       | Ej utgivet                    | 49,10 miljoner (sen september 2013)                        |
| Nintendo Entertainment System | Super Nintendo Entertainment System | SNES-101                            |                   | 20 oktober 1997   |                  |                  |                               | 49,10 miljoner (sen september 2013)                        |
| Nintendo Entertainment System | Super Nintendo Entertainment System | SF-1 SNES TV                        | 5 december 1990   | Ej utgivet        | Ej utgivet       | Ej utgivet       | Ej utgivet                    | 49,10 miljoner (sen september 2013)                        |
| Nintendo 64                   | Nintendo 64                         | Nintendo 64                         | 23 juni 1996      | 29 september 1996 | 1 mars 1997      | 1 mars 1997      | 1 mars 1997[källa behövs]     | 32,93 miljoner (sen september 2013) (Nintendo 64DD) 15 000 |
| Nintendo 64                   | Nintendo 64                         | Nintendo 64DD                       | 29 augusti 2000   | Ej utgivet        | Ej utgivet       | Ej utgivet       | Ej utgivet                    | 32,93 miljoner (sen september 2013) (Nintendo 64DD) 15 000 |
| Nintendo 64                   | Nintendo 64                         | iQue Player                         | Ej utgivet        | Ej utgivet        | Ej utgivet       | Ej utgivet       | 17 november 2003              | 32,93 miljoner (sen september 2013) (Nintendo 64DD) 15 000 |
| Nintendo Gamecube             | Nintendo Gamecube                   | Nintendo Gamecube                   | 14 september 2001 | 18 november 2001  | 3 maj 2002       | 19 juni 2002     | 1 juni 2001[källa behövs]     | 21,74 miljoner (sen september 2013)                        |
| Nintendo Gamecube             | Nintendo Gamecube                   | Panasonic Q                         | 13 december 2001  | Ej utgivet        | Ej utgivet       | Ej utgivet       | Ej utgivet                    | 21,74 miljoner (sen september 2013)                        |
| Wii                           | Wii                                 | Wii                                 | 2 december 2006   | 19 november 2006  | 8 december 2006  | 7 december 2006  | 26 april 2008                 | 101,63 miljoner (sen mars 2017)                            |
| Wii                           | Wii                                 | Wii Family Edition                  | Ej utgivet        | Oktober 2011      | Oktober 2011     | Oktober 2011     | Ej utgivet                    | 101,63 miljoner (sen mars 2017)                            |
| Wii                           | Wii                                 | Wii Mini                            | Ej utgivet        | 7 december 2012   | 15 mars 2013     | Ej utgivet       | Ej utgivet                    | 101,63 miljoner (sen mars 2017)                            |
| Wii                           | Wii U                               | Wii U                               | 8 december 2012   | 18 november 2012  | 30 november 2012 | 30 november 2012 | Ej utgivet                    | 13,56 miljoner (sen mars 2017)                             |
| Wii                           | Wii U                               | Wii U Basic (8GB)                   | 8 december 2012   | 18 november 2012  | 30 november 2012 | 30 november 2012 | Ej utgivet                    | 13,56 miljoner (sen mars 2017)                             |
| Wii                           | Wii U                               | Wii U Deluxe/Premium (32GB)         | 8 december 2012   | 18 november 2012  | 30 november 2012 | 30 november 2012 | Ej utgivet                    | 13,56 miljoner (sen mars 2017)                             |
| Nintendo Switch               | Nintendo Switch                     | Nintendo Switch                     | 3 mars 2017       | 3 mars 2017       | 3 mars 2017      | 3 mars 2017      | Ej utgivet                    |                                                            |

### Bärbara konsoler
| Game & Watch | Game & Watch     | Game & Watch Silver           |                  |                  |                   |                  |                   | 43,4 miljoner                        | 43,4 miljoner | 43,4 miljoner | 43,4 miljoner | 43,4 miljoner |
| Game & Watch | Game & Watch     | Game & Watch Gold             |                  |                  |                   |                  |                   | 43,4 miljoner                        | 43,4 miljoner | 43,4 miljoner | 43,4 miljoner | 43,4 miljoner |
| Game & Watch | Game & Watch     | Game & Watch Wide Screen      |                  |                  |                   |                  |                   | 43,4 miljoner                        | 43,4 miljoner | 43,4 miljoner | 43,4 miljoner | 43,4 miljoner |
| Game & Watch | Game & Watch     | Game & Watch New Wide Screen  |                  |                  |                   |                  |                   | 43,4 miljoner                        | 43,4 miljoner | 43,4 miljoner | 43,4 miljoner | 43,4 miljoner |
| Game & Watch | Game & Watch     | Game & Watch Multi Screen     |                  |                  |                   |                  |                   | 43,4 miljoner                        | 43,4 miljoner | 43,4 miljoner | 43,4 miljoner | 43,4 miljoner |
| Game & Watch | Game & Watch     | Game & Watch Tabletop         |                  |                  |                   |                  |                   | 43,4 miljoner                        | 43,4 miljoner | 43,4 miljoner | 43,4 miljoner | 43,4 miljoner |
| Game & Watch | Game & Watch     | Game & Watch Panorama         |                  |                  |                   |                  |                   | 43,4 miljoner                        | 43,4 miljoner | 43,4 miljoner | 43,4 miljoner | 43,4 miljoner |
| Game & Watch | Game & Watch     | Game & Watch SuperColor       |                  |                  |                   |                  |                   | 43,4 miljoner                        | 43,4 miljoner | 43,4 miljoner | 43,4 miljoner | 43,4 miljoner |
| Game & Watch | Game & Watch     | Game & Watch Micro Vs. System |                  |                  |                   |                  |                   | 43,4 miljoner                        | 43,4 miljoner | 43,4 miljoner | 43,4 miljoner | 43,4 miljoner |
| Game & Watch | Game & Watch     | Game & Watch Crystal Screen   |                  |                  |                   |                  |                   | 43,4 miljoner                        | 43,4 miljoner | 43,4 miljoner | 43,4 miljoner | 43,4 miljoner |
| Game & Watch | Game & Watch     | Game & Watch Disk Kun         |                  |                  |                   |                  |                   | 43,4 miljoner                        | 43,4 miljoner | 43,4 miljoner | 43,4 miljoner | 43,4 miljoner |
| Game & Watch | Game & Watch     | Game & Watch Mini Classics    |                  |                  |                   |                  |                   | 43,4 miljoner                        | 43,4 miljoner | 43,4 miljoner | 43,4 miljoner | 43,4 miljoner |
| Game Boy     | Game Boy         | Game Boy                      | 21 april 1989    | 31 juli 1989     | 28 september 1990 | Ej utgivet       | Ej utgivet        | 118,69 miljoner (sen september 2013) |               |               |               |               |
| Game Boy     | Game Boy         | Game Boy Pocket               |                  |                  |                   |                  |                   | 118,69 miljoner (sen september 2013) |               |               |               |               |
| Game Boy     | Game Boy         | Game Boy Light                |                  |                  |                   |                  |                   | 118,69 miljoner (sen september 2013) |               |               |               |               |
| Game Boy     | Game Boy         | Game Boy Color                | 21 oktober 1998  | 18 november 1998 | 23 november 1998  | 27 november 1998 | Ej utgivet        | 118,69 miljoner (sen september 2013) |               |               |               |               |
| Game Boy     | Game Boy Advance | Game Boy Advance              | 21 mars 2001     | 11 juni 2001     | 22 juni 2001      | Ej utgivet       | Ej utgivet        | 81,51 miljoner (sen september 2013)  |               |               |               |               |
| Game Boy     | Game Boy Advance | Game Boy Advance SP           |                  |                  |                   |                  |                   | 81,51 miljoner (sen september 2013)  |               |               |               |               |
| Game Boy     | Game Boy Advance | Game Boy Micro                |                  |                  |                   |                  |                   | 81,51 miljoner (sen september 2013)  |               |               |               |               |
| Nintendo DS  | Nintendo DS      | Nintendo DS                   | 2 december 2004  | 21 november 2004 | 1 mars 2005       | 24 februari 2005 | Ej utgivet        | 154,02 miljoner (sen mars 2017)      |               |               |               |               |
| Nintendo DS  | Nintendo DS      | Nintendo DS Lite              | 2 mars 2006      | 11 juni 2006     | 23 juni 2006      | 1 juni 2006      | Ej utgivet        | 154,02 miljoner (sen mars 2017)      |               |               |               |               |
| Nintendo DS  | Nintendo DS      | Nintendo DSi                  | 1 november 2008  | 5 april 2009     | 3 april 2009      | 2 april 2009     | 15 april 2010     | 154,02 miljoner (sen mars 2017)      |               |               |               |               |
| Nintendo DS  | Nintendo DS      | Nintendo DSi XL               | 21 november 2009 | 28 mars 2010     | 5 mars 2010       | 15 april 2010    | Ej utgivet        | 154,02 miljoner (sen mars 2017)      |               |               |               |               |
| Nintendo DS  | Nintendo 3DS     | Nintendo 3DS                  | 26 februari 2011 | 27 mars 2011     | 25 mars 2011      | 31 mars 2011     | 28 april 2012     | 65,30 miljoner (sen mars 2017)       |               |               |               |               |
| Nintendo DS  | Nintendo 3DS     | Nintendo 3DS XL               | 28 juli 2012     | 19 augusti 2012  | 28 juli 2012      | 23 augusti 2012  | 20 september 2012 | 65,30 miljoner (sen mars 2017)       |               |               |               |               |
| Nintendo DS  | Nintendo 3DS     | Nintendo 2DS                  | Ej utgivet       | 12 oktober 2013  | 12 oktober 2013   | 12 oktober 2013  | Ej utgivet        | 65,30 miljoner (sen mars 2017)       |               |               |               |               |

### Övriga konsoler
| Konsolnamn                     | Japan        | Nordamerika     | Europa     | Australien | Sydkorea   | Försäljning        |
| ------------------------------ | ------------ | --------------- | ---------- | ---------- | ---------- | ------------------ |
| Nintendo PlayStation (SNES-CD) | Ej utgivet   | Ej utgivet      | Ej utgivet | Ej utgivet | Ej utgivet | i.u.               |
| Virtual Boy                    | 21 juli 1995 | 14 augusti 1995 | Ej utgivet | Ej utgivet | Ej utgivet | 770 000 (sen 2013) |

## Spel
Förutom spelkonsoler har Nintendo, likt Sega, Microsoft och Sony gjort egna spelfigurer som till slut blivit symboler för Nintendo. Ett urval av spelserier som finns utgivna för flera olika Nintendo-konsoler:
- Animal Crossing
- Donkey Kong
- Fire Emblem
- F-Zero
- Ice Climber
- Kirby
- Mario
- Metroid
- Pikmin
- Pokémon
- Splatoon
- Star Fox
- Super Smash Bros.
- The Legend of Zelda

## Viktiga personer med anknytning till företaget
- Fusajiro Yamauchi – grundaren av Nintendo (avliden 1940).
- Gunpei Yokoi – spelutvecklare till bland annat Game Boy och Metroid (avliden 1997).
- Shigeru Miyamoto – spelutvecklare till bland annat Super Mario och The Legend of Zelda.
- Masayuki Uemura – konstruktör och designer av NES och Super NES.
- Mario Segali – inspiration till karaktären Mario.
- Satoshi Tajiri – speldesigner och skapare av Pokémon.
- Hirokazu Tanaka – kompositör till bland annat Kid Icarus och Metroid.
- Koji Kondo – kompositör till bland annat Mariospelen och The Legend of Zelda.
- Hiroshi Yamauchi – VD för Nintendo 1949-2002. Han ändrade inriktningen på företaget från spelkort till leksaker och elektronik. (avliden 2013)
- Satoru Iwata – VD för Nintendo 2002-2015. Han gjorde Nintendo Wii och Nintendo DS möjliga och en succé. (avliden 2015)
- Shuntaro Furukawa – VD för Nintendo sedan 2018.
- Reggie Fils-Aimé – VD för Nintendo of America inc. 2003-2019. Han visade bland annat Nintendo DS för världen under E3 2004.